# Saladjär

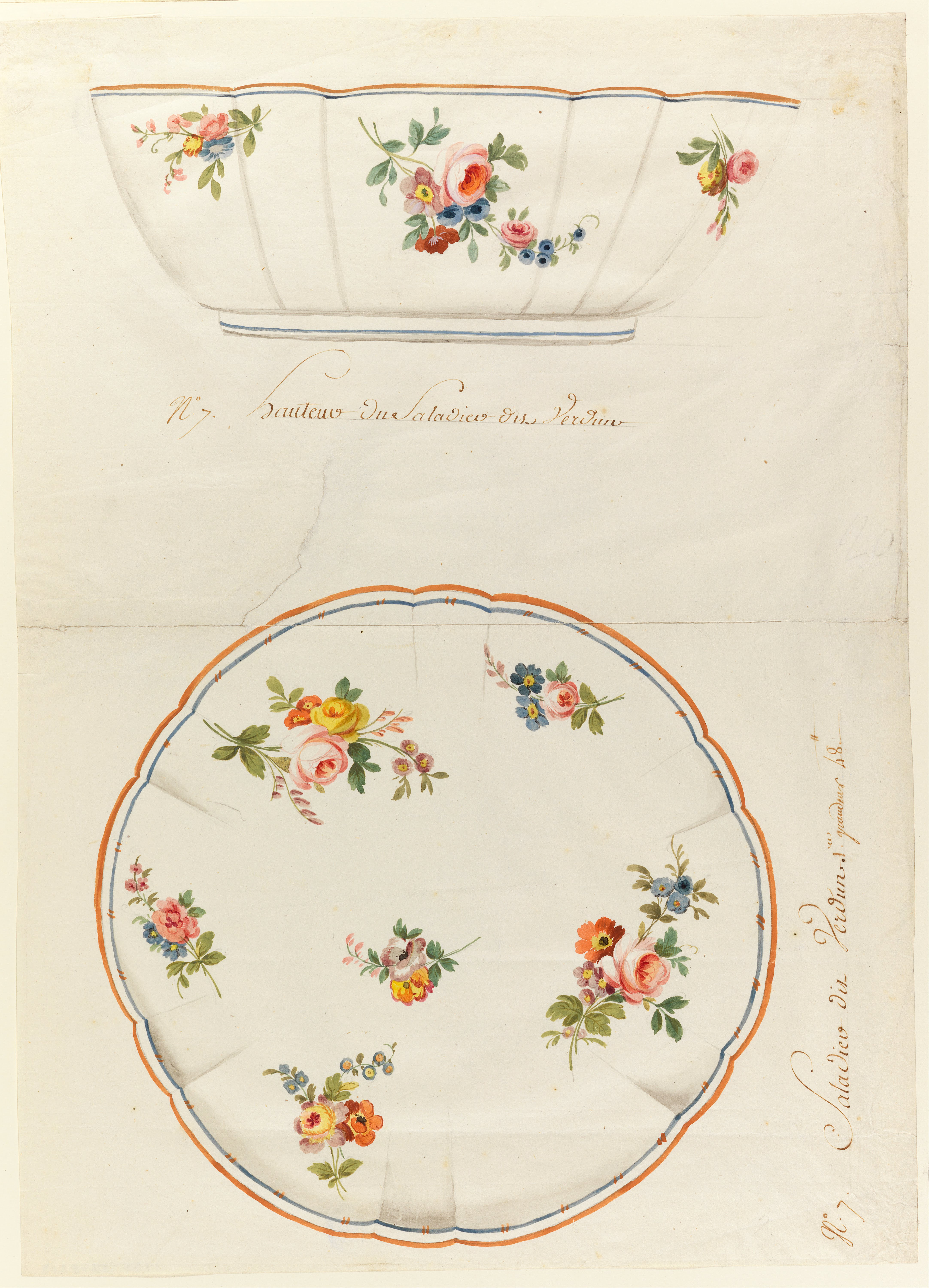
Saladjär i servis från 1773.

Saladjär, från franska saladier (sallatsfat), är en låg skål vanligtvis av glas för sylt, gurkor, lök eller liknande. Saladjären kan också bestå av flera skålar i ett ställ.